# Парус (альбом)
«Парус» — шестой студийный альбом Григория Лепса, его первый диск песен Владимира Высоцкого. Весь альбом выдержан в довольно жёстком звучании. Клавишные Евгения Кобылянского сочетаются с гитарными риффами Вячеслава Молчанова. Автор слов и музыки (кроме «Reprise…») — Владимир Высоцкий.
12 и 13 марта 2004 года в Кремле состоялся двухчасовой концерт под названием Парус. Live. В него вошли все композиции из альбома «Парус», а также лучшие песни из предыдущих альбомов.

## Критика
Рита Скитер из агентства InterMedia положительно оценила альбом, при этом посчитав, что «Песню о друге» Лепс спел «непохоже на Высоцкого» и «с переизбытком каких-то кабацких интонаций». Рецензент положительно оценила песни «Расстрел горного эха», которую певец «исполнил очень уважительно по отношению к оригиналу» и «Здесь лапы у елей дрожат», в которой Лепс «сумел вокально выделить акценты, которых у Высоцкого не было, но с которыми покойный бард, наверно, согласился бы». Журналистка посчитала, что «у Лепса получился удачный альбом, в котором он, взяв великий песенный материал и переосмыслив его, оказался достоин этого материала». «Хотя просто спародировать Владимира Высоцкого ему было бы легче» — говорит рецензент.

## Список композиций
Автор слов и музыки (кроме «Reprise…») — Владимир Высоцкий.
1. «Песня о друге»
2. «Расстрел горного эха»
3. «Здесь лапы у елей дрожат на весу»
4. «Купола»
5. «Дом хрустальный»
6. «Корабли»
7. «Спасите наши души»
8. «Парус»
9. «Моя цыганская»
10. «Песня Вани у Марии»
11. «Романс»
12. «Прощание с горами»
13. «Reprise…» (музыка — Е.Кобылянский)

## Bonus Video
- «Парус»

## Информация об альбоме
- Евгений Кобылянский — клавишные, орган, барабаны, программирование, электрогитара
- Вячеслав Молчанов — электрогитара (3, 6, 12)
- Виталий Кись — акустическая гитара (9)